# تراث الإنسانية المشترك

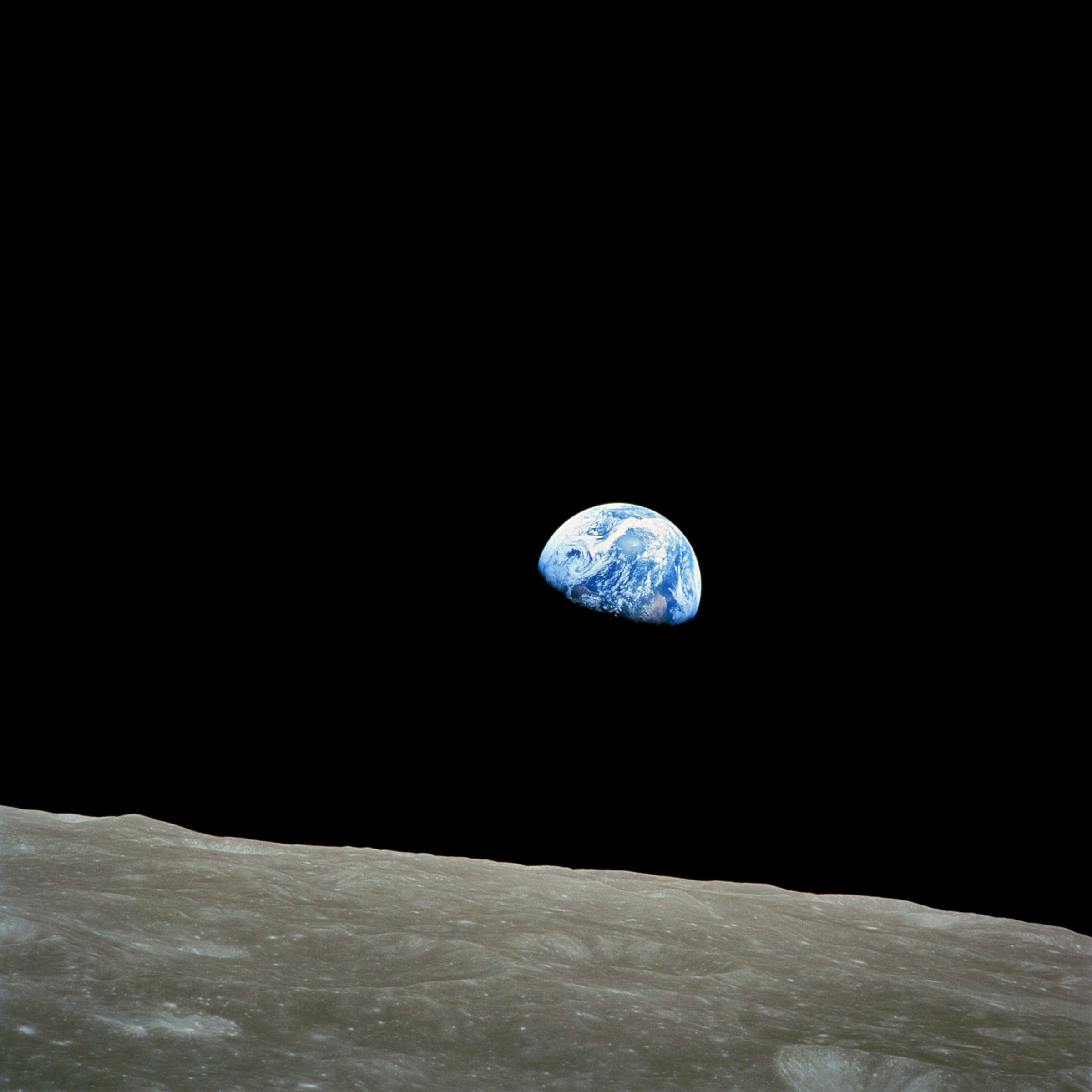
شروق الأرض - صورة تم التقاطها بتاريخ 24 ديسمبر عام 1968

التراث المشترك للإنسانية (بالإنجليزية: Common heritage of mankind)‏ (يسمى أيضًا التراث المشترك للبشرية أو التراث المشترك للجنس البشري أو مبدأ التراث المشترك) هو مبدأ من مبادئ القانون الدولي ينصّ على وجوب حماية مناطق إقليمية محددة وعناصر من التراث المشترك للإنسانية (ثقافية وطبيعية) من استغلال فرادى الدول أو الشركات وإبقائها في أمان للأجيال القادمة.

## الأصول
زعم إيمانويل كانت في مقالته نحو السلام الدائم أن توسيع نطاق الضيافة فيما يتعلق بـ «استخدام الحق المشترك للجنس البشري في سطح الأرض سيقرب الجنس البشري في النهاية من دستور كوسموبوليتي أكثر من أي وقت مضى». على كلٍ، ذُكر مفهوم التراث المشترك للإنسانية للمرة الأولى في استهلال اتفاقية لاهاي لحماية الملكية الثقافية في حالة النزاع المسلح لعام 1945. وكرره أمير تايلاند وآن وآيثنقون مرة ثانية في أول مؤتمر الأمم المتحدة الأول لقانون البحار عام 1958.
ذكر مفهوم «الجنس البشري» في معاهدات الفضاء الخارجي أيضًا. مصطلح «الجنس البشري» موضوعٌ في القانون الدولي ويظهر أيضًا في استهلال ميثاق الأمم المتحدة وفي استهلال معاهدة شمال الأطلسي لعام (1949) وفي معاهدة الحد من انتشار الأسلحة النووية لعام (1968).

## اتفاقية قانون البحار
عام 1970، صرح القانون رقم 2749 للجمعية العامة للأمم المتحدة، إعلان المبادئ المنظمة لقاع البحار والمحيطات وباطن أراضيها، أن قاع البحار العميقة يجب أن يُحفظ لأهداف سلمية وأنه «التراث المشترك للإنسانية» وصدقت عليه 108 دول قومية.
عام 1982، ذُكر تحت البند رقم 136 في اتفاقية الأمم المتحدة لقانون البحار (يو إن سي إل أو إس) أن مفهوم التراث المشترك للإنسانية مرتبط بـ «قاع البحار والمحيطات وباطن أرضها، فوق نطاق السلطة القانونية القومية».
يجادل بايايو حول أن مبدأ التراث الإنساني المشترك الوارد في الفقرة 11 من اتفاقية قانون البحار يجب أن يفضل تطوير الدول (التي لعبت دور صوت الضمير في تأسيسه)، بدلًا عن أن يكون مجرد مسألة عدة «أعمال إيجابية» مؤقتة. ويزعم بكل حال، أن اتفاقية التنفيذ لعام 1994 سهلت السيطرة على الدول المصنعة للسلطة الدولية لقاع البحار (آي إس أيه)، وسمحت بالولوج إلى القطاع الخاص من قاع البحار العميقة وثبطت الحوار البنّاء حول التطوير المستمر.

## المقومات المفاهيمية الجوهرية
زعم السفير المالطي أرفريد باردو، وهو أحد مؤسسي مفهوم التراث المشترك للإنسانية في إطار القانون الدولي، أن المفهوم يتحدى «العلاقة الهيكلية بين الدول الغنية والفقيرة» ويعادل «ثورة لا في مجال قانون البحار فحسب، بل وفي العلاقات الدولية أيضًا». وزعم أحد المهندسين الرئيسيين للمبدأ في إطار قانون الفضاء الدولي أنه «أهم مبدأ قانوني حققه الإنسان على امتداد آلاف السنوات التي وُجد القانون بصفته عاملًا منظمًا للتبادل الاجتماعي فيها». يرتبط هذا المديح بحقيقة أن القانون الدولي يسعى عن طريق مبدأ التراث المشترك للإنسانية إلى حماية واحترام وتلبية الحاجات الإنسانية بصورة مستقلة لأي دولة ذات سيادة لديها دوافع سياسية؛ يغطي المفهوم كل البشر أين ما عاشوا، بالإضافة إلى الأجيال القادمة.
حدّد فراكيس خمسة مقومات جوهرية لمفهوم الإرث المشترك للإنسانية. أولًا، لا يمكن أن يحدث أي استملاك خاصًا كان أم عامًا، لا يحق لأحد امتلاك أي مساحات تراثية مشتركة قانونيًا. ثانيًا، يجب على ممثلين من كل الدول إدارة الموارد المحتواة في منطقة إقليمية أو مفاهيمية كهذه بالنيابة عن الكل بما أن المناطق المشتركة تعتبر عائدةً للجميع؛ هذا يعني عمليًا فرض وكالة خاصة لتنسيق الإدارة المشتركة. ثالثًا، يجب على كل الدول أن تتشارك فعليًا الفوائد المُحصّلة من استغلال موارد المناطق التراثية المشتركة، الأمر الذي يتطلب كبحًا للنشاطات الربحية للكيانات الاعتبارية الخاصة؛ وهذا يربط المفهوم بمفهوم المنفعة العامة العالمية. رابعًا، يُمنع وجود أي معدات سلاحية أو عسكرية مُنصّبة في المناطق الإقليمية المشتركة. خامسًا، يجب الحفاظ على المنطقة المشتركة لمصلحة الأجيال القادمة، ولتجنب حدوث سيناريو «مأساة المشاع». ظهرت مطالبات أكاديمية تقول إنه عندما يحتاج المبدأ تأسيس سلطة إدارية دولية للموارد، يجب فرض موراتوريوم على استغلال الموارد قبل تأسيس هكذا سلطة. ولم يبدُ أن الكثير من الدول كانت تدعم موقفًا كهذا خلال مفاوضات الصياغة اللاحقة.

## مواقع التراث العالمي

تماثيل بوذا في وادي باميان في أفغانستان وهو من مواقع التراث العالمي الإنساني التي تعرضت للتدمير.

نَصّ مبدأ مشابه من مبادئ القانون الدولي على أن التراث الثقافي والطبيعي العالمي (كما رشحته الدول القومية للإدراج في القائمة) يجب أن تحميه الدول الأطراف في مركز التراث العالمي لليونسكو.
قُدّمت دراسة إفرادية حول استخدام هذه المؤن من قبل مخيم معارضة سلمية لمشروع بناء سد نهر فرانكلين على آخر نهر كبير في أستراليا؛ وأوقفت محكمة أستراليا العليا العمل في السد حتى تقديم أساسات سليمة لتشريعات تحمي نهر فرانكلين. كتب القاضي ليونيل ميرفي في القضية (قضية سد تازمانيا) حول مبدأ التراث المشترك للإنسانية: «لا يجب النظر إلى الحفاظ على التراث العالمي باستفراد، بل كجزءٍ من التعاون بين الدول، الأمر الذي يُتوقع منه تحقيق تضامن أخلاقي وفكري للجنس البشري وتقوية الروابط بين الناس، وإزاحة أولئك ذوي الروح القومية الضيقة والميول الانسلاخية التي تدعم الحرب.. إن حث الناس على التفكير بصورة دولية، واعتبار ثقافة بلدهم الخاصة جُزءًا من الثقافة العالمية، وإدراك تراث عالمي جسدي وروحي وفكري، أمر مهم في السعي نحو تجنب دمار البشرية».

## إعلان اليونسكو العالمي حول الجينوم البشري وحقوق الإنسان
يقول إعلان يونسكو العالمي حول الجينوم البشري وحقوق الإنسان في البند الأول منه: «إن الجينوم البشري هو قوام الوحدة الأساسية لجميع أعضاء الأسرة البشرية، وقوام الاعتراف بكرامتهم الكاملة وتنوعهم، وهو بالمعنى الرمزي تراث الإنسانية». ويقول البند الرابع: «لا يمكن استخدام الجينوم البشري بحالته الطبيعية لتحقيق مكاسب مالية». لا تخلق تصريحات كهذه التزاماتٍ ملزمة في إطار القانون الدولي (إلا إذا توفر مع مرور الوقت الرأي القانوني والممارسة الدولية الكافيين لجعلها جزءًا من القانون الدولي العرفي) لذا ستكون آثار تسويق مبادئ كهذه حول الجينوم البشري جدلية. كون المبدأ يحظر منح تراخيص للإتجار بالجينوم البشري أم لا هو أمر متنازع عليه في قطاع الشركات.